# Чрескожный металлостеосинтез
Чрескожный металлостеосинтез — скрепление отломков кости различными видами металлоконструкций (спицы, гибкие титановые стержни (TEN), блокируемые пластины (LCP). Является стабильным и функциональным методом остеосинтеза (практически исключается вторичное смещение отломков, ранняя активизация больного). Недостатком данного метода является необходимость последующего удаления фиксатора при сращении перелома (у лиц молодого возраста).